# 阿根廷航空386號班機食物中毒事件
阿根廷航空386號班機（Aerolíneas Argentinas Flight 386）是由阿根廷布宜諾斯艾利斯經秘魯利馬飛往美國洛杉磯的班機。1992年2月14日，該班機在利馬補充後一航段的飛機餐後，一些乘客因食用被霍亂弧菌污染的蝦而感到不適，其中一名乘客病重不治。

## 經過
1992年2月14日，阿根廷航空的一架波音747-287B由阿根廷布宜諾斯艾利斯埃塞萨皮斯塔里尼部长国际机场經秘魯利馬豪尔赫·查韦斯国际机场飛抵美國洛杉磯國際機場。由利馬飛往洛杉磯的航段上載有336名乘客和20名機組人員。336名乘客當中，297人最終去往美國，2人去往加拿大，還有37人去往日本。
而當時正是秘魯爆發霍亂後一年，該班機在利馬經停期間，受霍亂菌污染的虾被用在後一航段的餐膳中。飛機在洛杉磯機場降落後即有5名乘客感到不適，數日後發病者增至76人，其中一名70歲左右的乘客死於霍亂。食物中的霍亂菌並未傳播至美國境內的其餘地區。
當時秘魯為阿根廷航空配餐的航空配餐公司在同一天亦為其他航空公司配餐，但食物中毒事件並未在其配餐的其他班機上發生。儘管如此，阿根廷航空仍然就在配餐中使用受污染的食品一事譴責該配餐公司。此事引發的爭議使得阿根廷航空被禁止運營秘魯航線。